# Omer Adam
Omer Adam de son vrai nom Boutboul  (hébreu : עומר אדם), né le 22 octobre 1993 en Caroline du Nord, aux États-Unis, est un chanteur israélien. 
En couple depuis 2022 avec Yaël Shelbia ; sa musique contient des éléments orientaux Mizrahi orientaux et occidentaux. En 2009, il participe à la septième saison de Kokhav Nolad (en hébreu כוכב נולד), une émission populaire de la série Idol en Israël, mais a été disqualifié en raison de son trop jeune âge. 
Adam est reconnu en 2019 comme l'artiste d'enregistrement israélien le plus populaire[réf. nécessaire].

## Biographie
Adam nait en Caroline du Nord, aux États-Unis, issu d’une famille israélienne. Son père, Yaniv Adam, est d'originaire d’une famille juive des montagnes (juifs « caucasiens », Kavkazim), tandis que sa mère est d'origine juive ashkénaze. Son père est officier des forces spéciales des Forces de défense israéliennes et a servi en tant que commandant adjoint de l’Unité Shaldag et du bataillon 202 de la brigade des parachutistes. Son grand-père paternel, Shmuel, était commandant en chef de la police des frontières israélienne. Il est également apparenté au général Yekutiel Adam et à son fils, le général Udi Adam.
Pendant son enfance, la famille d'Omer Adam immigre en Israël. Elle vit sur la base aérienne de Palmachim, puis déménage au moshav  Mishmar HaShiv'a alors qu'il a trois ans. 
Il rejoint la Yeshiva Netsah Israel apres sa Bar Mitsva et un voyage a Ouman. Durant ce voyage, il approfondie les textes de Rabi Nahman dont le Likoutei Moharane et prend le pseudonyme d'Adam. En effet, il prend conscience de sa mission sur terre et de ce qui le definit en tant qu'Homme (Adam en hebreu). Son nom d'artiste devient alors Omer Adam.

## Passages Télé
Lors de la saison 7 de l'émission Kokhav Nolad, Omer Adam interprète les chansons suivantes : 
- Audition : Aba (Père) de Shlomi Shabat
- Semaine 1 (29 juin 2009) : Isha ne'emana (une femme fidèle) de Yishai Levi
- Semaine 2 (5 juillet 2009) : Tza'ir lanetsakh (Forever young) de Rami Kleinstein
- Semaine 3 (12-13 juin 2009) : Niguna shel hashkhuna (la chanson du quartier) d'Izhar Cohen (en duo avec Moran Mazuz)
- Semaine 4 (19 juillet 2009) : Ma hu ose la (Que lui fait-il) de HaGashash HaHiver (en trio avec Re'em Cohen et Hovi Star )
- Semaine 4 (20 juillet 2009) : Marlene de Zohar Argov (à l'origine par Enrico Macias )
- Semaine 5 (26 juillet 2009) : Yak'had (Ensemble) de Kobi Peretz & Ishtar) (en duo avec Vladi Blayberg)
- Semaine 5 (27 juillet 2009) : Mima'amkim (des profondeurs) du projet Idan Raichel
- Semaine 6 (2 août 2009) : Aba (père) de Shlomi Shabat
- Semaine 6 (3 août 2009) : At Vaani (vous et moi) de Shlomo Artzi

À la suite de son interprétation de la semaine 6, le jury le classe 3e sur 9 pour sa performance Aba et 4e sur 8 pour sa performance At Vaani.
CCependant, un blog indique qu'Adam n'avait que 15 ans et 7 mois lorsqu'il a postulé, alors que l'âge minimum est de 16 ans. Adam se retire de la compétition au milieu de la saison. Zvika Adar, animateur de l'émission, répond : « L'important est qu'Omer se soit rendu compte de son erreur, se soit excusé et ait pris la bonne décision. Notre rôle est de fournir une admission égale à tous les candidats, nous ne pouvons pas faire de compromis sur ce cas. De nombreux candidats venus aux auditions ont été rejetés en raison de leur âge ». La disqualification d'Adam est annoncée officiellement le 5 août 2009, bien qu'il soit l'un des favoris pour atteindre la finale.

### Carrière de chanteur
Adam jouit d'une grande popularité malgré son départ de Kokhav Nolad. Il fait le tour du pays en donnant plus de 150 représentations en moins d'un an. Fin 2009, il sort son premier single, intitulé להיאבד ברוח (Perdu dans le vent). En juillet 2010, sa chanson חוזה בנשמה devient la chanson thème de l'émission de télévision חתונת השנה (Mariage de l'année) sur la chaîne deuxième chaîne israélienne.
En décembre 2010, il sort un album intitulé נמס ממך (Fondre à cause de toi), comprenant les singles déjà sortis en plus de nouvelles chansons dont נעתי בתוך מעגל (Je me suis déplacé en cercle), בלילה קר (Nuit froide), et לא תדעי דמעה (Connaître une larme). Il a également inclus des versions remixées de ses chansons.
Il sort en 2011 un deuxième album מאושרת (Happy). En mars 2011, le premier hit du nouvel album est sorti intitulé בניתי עלייך, suivi de קסם (Magic) en duo avec Itzik Kalla (en hébreu איציק קלה). En mai 2011, sort son hit מליון נשיקות (un million de baisers), avec un immense succès en ligne[réf. nécessaire], suivi de רוב אלייך (Proche de toi).
Le 15 juin 2011, il apparait dans une émission en direct à Caesarea Maritima, un lieu sur la côte israélienne, devenant ainsi le plus jeune artiste à figurer comme artiste principal,,.
Le 29 janvier 2012, il sort son troisième album ילד טוב ילד רע (Bon garçon, mauvais garçon). Le premier single de l'album est אל תחפשי, suivi de Meusheret (מאושרת) et Baniti Alayich (בניתי עלייך). Il apparait également dans une émission de télé-réalité הסוכנים sur la chaîne de divertissement israélienne HOT (en hébreu, הוט בידור ישראלי).
En août 2015, il sort son quatrième album I thank (מודה אני), qui devient populaire peu de temps après sa sortie.
Adam se produit lors des cérémonies d'ouverture des Jeux Maccabiah  (compétition sportive israélienne) le 6 juillet 2017 .
En 2019, Adam, considéré comme l'artiste le plus populaire en Israël, déclare qu'il a refusé de participer au concours Eurovision de cette année car cela impliquerait de travailler pendant le Shabbat. Bien qu'Adam ne soit pas traditionnellement pratiquant, il met un point d'honneur à refuser de travailler pendant le Shabbat.

## Discographie

### Albums
- 2010 : Namess Mimekh (נמס ממך
- 2012 : Good Boy Bad Boy (ילד טוב ילד רע)
- 2013 : Musique et silence (מוזיקה ושקט)
- 2015 : Mode Ani (מודה אני)
- 2017 : Après toutes ces années (אחרי כל השנים)
- 2020 : Omer (עומר)
- 2021 : The Eight

### EP
- 2019 : 5 boum! (5 בום)